# Frida Bergesen
Frida Linda Teolina Bergesen, född 14 januari 1993, är en svensk skådespelare.
Bergesen debuterade som barnskådespelare i ett avsnitt av TV-serien Kommissarie Winter (2001). Utöver detta har hon gjort rollen som Mary-Marlene i 2005 års julkalender En decemberdröm samt medverkat i flera TV-serier och kortfilmer.

## Filmografi
- 2001 – Kommissarie Winter (TV-serie)
- 2002 – Min balsamerade mor
- 2003 – Den andra sidan (kortfilm)
- 2003 – De drabbade (TV-serie)
- 2004 – Orka! Orka! (TV-serie)
- 2004 – Alltid på en tisdag
- 2005 – En decemberdröm (TV-serie)
- 2006 – Den som viskar (TV-serie)
- 2012 – Djävulens rum (kortfilm)

### Fotnoter
1. ↑  ”Frida Bergesen”. Birthday.se. http://www.birthday.se/person/f61057e2-9411-3a38-6115-5725d1c6f7d0. Läst 4 oktober 2012.
2. ↑  ”Frida Bergesen”. Svensk Filmdatabas. http://sfi.se/sv/svensk-filmdatabas/Item/?type=PERSON&itemid=307584&iv=OVERVIEW. Läst 4 oktober 2012.
3. ↑  ”Frida Bergesen”. IMDb.com. http://www.imdb.com/name/nm1492131/. Läst 4 oktober 2012.